# 26 أغسطس
- السبت
- الأحد
- الاثنين
- الثلاثاء
- الأربعاء
- الخميس
- الجمعة

- 261 صفر 1447  هـ
- 272 صفر 1447  هـ
- 283 صفر 1447  هـ
- 294 صفر 1447  هـ
- 305 صفر 1447  هـ
- 316 صفر 1447  هـ
- 17 صفر 1447  هـ
- 28 صفر 1447  هـ
- 39 صفر 1447  هـ
- 410 صفر 1447  هـ
- 511 صفر 1447  هـ
- 612 صفر 1447  هـ
- 713 صفر 1447  هـ
- 814 صفر 1447  هـ
- 915 صفر 1447  هـ
- 1016 صفر 1447  هـ
- 1117 صفر 1447  هـ
- 1218 صفر 1447  هـ
- 1319 صفر 1447  هـ
- 1420 صفر 1447  هـ
- 1521 صفر 1447  هـ
- 1622 صفر 1447  هـ
- 1723 صفر 1447  هـ
- 1824 صفر 1447  هـ
- 1925 صفر 1447  هـ
- 2026 صفر 1447  هـ
- 2127 صفر 1447  هـ
- 2228 صفر 1447  هـ
- 2329 صفر 1447  هـ
- 241 ربيع الأول 1447  هـ
- 252 ربيع الأول 1447  هـ
- 263 ربيع الأول 1447  هـ
- 274 ربيع الأول 1447  هـ
- 285 ربيع الأول 1447  هـ
- 296 ربيع الأول 1447  هـ
- 307 ربيع الأول 1447  هـ
- 318 ربيع الأول 1447  هـ
- 19 ربيع الأول 1447  هـ
- 210 ربيع الأول 1447  هـ
- 311 ربيع الأول 1447  هـ
- 412 ربيع الأول 1447  هـ
- 513 ربيع الأول 1447  هـ

26 أغسطس أو 26 آب أو يوم 26 \ 8 (اليوم السادس والعشرون من الشهر الثامن) هو اليوم الثامن والثلاثون بعد المئتين (238) من السنوات البسيطة، أو اليوم التاسع والثلاثون بعد المئتين (239) من السنوات الكبيسة وفقًا للتقويم الميلادي الغربي (الغريغوري). يبقى بعده 127 يوما لانتهاء السنة.

## أحداث
- 1883 - بركان كراكاتوا يبدأ ثورانه الأخير الذي خلف 163 قرية مدمرة و36380 قتيل.
- 1920 - التعديل التاسع عشر للدستور الأمريكي والذي منح المرأة حق التصويت، ويحتفل بهذا اليوم في الولايات المتحدة بيوم مساواة المرأة.
- 1936 - التوقيع على معاهدة بين المملكة المتحدة ومصر، وافقت خلالها المملكة المتحدة على منح مصر استقلال جزئي مقابل تثبيت سيطرتها التامة على قناة السويس.
- 1940 - الطائرات البريطانية تقصف برلين للمرة الأولى وذلك ردًا على قصف الطائرات الألمانية للندن في اليوم السابق وذلك خلال الحرب العالمية الثانية.
- 1944 - شارل ديغول يدخل باريس بعد قيام قوات الحلفاء بتحريرها في اليوم السابق وذلك أثناء الحرب العالمية الثانية.
- 1953 - اندلاع ثورة في مراكش ضد الفرنسيين.
- 1957 - الاتحاد السوفيتي يعلن عن نجاح أولى تجاربة بإطلاق أول صاروخ عابر للقارات في العالم.
- 1959 - الرئيس الأمريكي دوايت أيزنهاور يتعهد بوقوف الولايات المتحدة إلى جانب ألمانيا الغربية من أجل بقائها حرة وقوية.
- 1961 - بورما تصبح أول دولة بوذية في العالم.
- 1976 - رئيس الوزراء الفرنسي جاك شيراك يستقيل من منصبه بسبب خلافات سياسية بينه وبين الرئيس فاليري جيسكار ديستان.
- 1992 - انفجار قنبلة في مطار هواري بومدين الدولي بالجزائر يودي بحياة 12 أشخاص وجرح 125 آخرين.
- 1999 - بدء الحرب الشيشانية الثانية
- 2014 - حركة حماس وإسرائيل تتوصلان إلى اتفاقٍ «غير محدود زمنيًّا» لوقف إطلاق النار في غزَّة، بعد حربٍ دامت 50 يومًا.
- 2016 -
  - افتتاح جسر السلطان سليم الأول الذي يمر أعلى مضيق البسفور بتركيا.
  - مجلس نواب الشعب التونسي يمنح الثقة لحكومة يوسف الشاهد الذي أصبح أصغر رئيس حكومة في تاريخ البلاد.
- 2017 - التحالف العسكري العربي يُقر بمقتل مدنيين وأطفال في غارة على صنعاء بسبب وجود خطأ تقني.
- 2018 - زلزالٌ يضرب المنطقة الحدودية بين العراق وإيران بقوة وصلت إلى 6.1 درجة على مقياس درجة العزم يؤدي إلى مقتل شخصين وإصابة نحو 241 آخرين.
- 2020 -
  - عدد الإصابات المؤكدة بجائحة كورونا يتخطّى حاجز 24 مليون شخص حول العالم، من بينهم أكثر من 825 ألف حالة وفاة وحوالي 15 مليونًا و636 ألف حالة تماثلت للشفاء.
  - تحوّل إعصار لورا إلى الدرجة الرابعة بعد وصوله إلى سواحل لويزيانا وخليج المكسيك، مُخلفًا 28 قتيلًا، 21 منهم في هايتي، وإجلاء نصف مليون نسمة في كوبا والولايات المتحدة وعدة مناطق أخرى.
- 2021 - مقتل وإصابة العشرات في هجومين انتحاريين على مطار حامد كرزاي الدولي في العاصمة الأفغانية كابل.

## مواليد
- 1469 - الملك فرديناندو الثاني، ملك مملكة نابولي.
- 1676 - روبرت والبول، رئيس وزراء المملكة المتحدة.
- 1728 - يوهان لامبرت، عالم رياضيات وفيزياء وفلك سويسري.
- 1743 - أنطوان لافوازييه، عالم كيمياء فرنسي.
- 1819 - الأمير ألبرت، زوج الملكة فيكتوريا.
- 1882 - جيمس فرانك، عالم فيزياء ألماني حاصل على جائزة نوبل في الفيزياء عام 1925.
- 1910 - الأم تريزا، راهبة وممرضة هندية من أصل ألباني حاصلة على جائزة نوبل للسلام عام 1979.
- 1918 - كاثرين جونسون، فيزيائية وعالمة رياضيات أمريكية.
- 1937 -
  - غينادي ياناييف، سياسي روسي.
  - كينجي أتسمي، ممثل أداء صوتي ياباني.
- 1952 - مايكل جتير، ممثل أمريكي.
- 1954 - كامل إدريس، سياسي سوداني.
- 1956 - جمال المراكبي، داعية مصري.
- 1958 - سناء عبد الرحمن، ممثلة عراقية.
- 1962 - مريم بنت الحسن الثاني، أميرة علوية من الأسرة المالكة في المغرب.
- 1964 - محمد الخياري، ممثل مغربي.
- 1971 - تاليا، مغنية مكسيكية.
- 1972 - سمر كوكش، ممثلة سورية.
- 1980 -
  - كريس باين، ممثل أمريكي.
  - ماكولي كولكين، ممثل أمريكي.
- 1981 - فانجيليس موراس، لاعب كرة قدم يوناني.
- 1984 - أحمد عباس، لاعب كرة قدم سعودي.
- 1986 -
  - كولن كاظم ريتشاردز، لاعب كرة قدم تركي.
  - كاسي، مغنية أمريكية.
- 1993 - كيكي بالمر، ممثلة ومغنية أمريكية.
- 1999 - وعد محمد، ممثلة سعودية.

## وفيات
- 1278 - أوتوكار الثاني، ملك بوهيميا.
- 1723 - أنطوني فان ليفينهوك، عالم هولندي.
- 1850 - الملك لويس فيليب الأول، ملك فرنسا.
- 1865 - يوهان إنكي، عالم ألماني في علم الفلك.
- 1910 - ويليام جيمس، فيلسوف وعالم نفس أمريكي.
- 1945 - فرانتس فرفل، كاتب نمساوي.
- 1958 - ريف فون ويليامز، ملحن بريطاني.
- 1979 - ميكا فالتري، روائي فنلندي.
- 1980 - تيكس أيفري، رسام كارتون وممثل أصوات ومخرج أمريكي.
- 1987 - جورج فيتيغ، عالم كيمياء ألماني حاصل على جائزة نوبل في الكيمياء عام 1979.
- 2000 - مطلق الشليمي، نائب في مجلس الأمة الكويتي.
- 2009 - زياد الرفاعي، مدبلج سوري في مركز الزهرة.
- 2009 - عبد العزيز الحكيم، رجل دين وسياسي عراقي.
- 2011 - خميس القذافي رائد في الجيش الليبي والنجل الأصغر للعقيد معمر القذافي.
- 2020 - محمد حمزة، ممثل، منتج ومؤلف درامي سعودي.
- 2022 - ساهرة، ممثلة كويتية.

## أعياد ومناسبات
- عيد الأبطال في ناميبيا والفلبين.
- يوم مساواة المرأة في الولايات المتحدة.

## وصلات خارجية
- وكالة الأنباء القطريَّة: حدث في مثل هذا اليوم.
- النيويورك تايمز: حدث في مثل هذا اليوم.
- BBC: حدث في مثل هذا اليوم.